# 武蔵横山駅
武蔵横山駅 （むさしよこやまえき）は、かつて東京都八王子市並木町（休止時は東京都南多摩郡横山村大字散田）にあった、京王帝都電鉄（現・京王電鉄）御陵線の駅（廃駅）である。
戦時中に御陵線が不要不急路線として休止された後、長らく「休止」扱いであったが、1964年（昭和39年）に正式に廃止となった。

## 歴史
- 1931年（昭和6年）3月20日 - 京王電気軌道御陵線横山駅（よこやまえき）として開業[2]。
- 1937年（昭和12年）5月1日 - 武蔵横山駅に改称[2]。
- 1944年（昭和19年）5月31日 - 京王電気軌道の東京急行電鉄への合併により、同社の駅となる[2]。
- 1945年（昭和20年）1月21日 - 不要不急路線としての御陵線休止に伴い休止[2]。
- 1948年（昭和23年）6月1日 - 京王帝都電鉄の東京急行電鉄からの分離に伴い、同社の駅となる[2]。
- 1964年（昭和39年）11月26日 - 御陵線の正式廃線に伴い廃駅となる[2]。

## 駅構造
甲州街道を立体交差した上（並木町交差点北側）に位置した高架駅であった。上下線の交換設備があり、築堤上に対向式ホーム2面2線の構造であった。多摩御陵前方は甲州街道を跨ぐ鉄橋となっていたが、鉄橋の側面には、「近い早い安い京王電車」という看板が掲げられていた。

## 駅周辺
1939年まで甲州街道上に「武蔵横山駅前」停留所（武蔵中央電気鉄道→京王電気軌道高尾線）があり、当駅から乗り換えが可能であった。
- 国道20号（甲州街道）
- 八王子並木町郵便局
- 八王子市立横山第二小学校
- 南浅川

## 隣の駅
京王帝都電鉄（休止当時は東京急行電鉄）
御陵線
山田駅 - 武蔵横山駅 - 多摩御陵前駅